# ریناتو سیلوا
ریناتو سیلوا (به پرتغالی: Renato Assis da Silva) مدافع اهل برزیل است که در شهر Colinas de Goiás, گوییاس و در تاریخ ۲۶ ژوئیهٔ ۱۹۸۳ به دنیا آمده‌است.
ریناتو سیلوا در تیم‌های فوتبال Goiás سابقهٔ حضور دارد.